# Patulambrus
Patulambrus is een geslacht van kreeftachtigen uit de klasse van de Malacostraca (hogere kreeftachtigen).

## Soorten
- Patulambrus nummiferus (Rathbun, 1906)
- Patulambrus petalophorus (Alcock, 1895)